# Калеки (картина)
«Калеки» (нидерл. De kreupelen) — картина Питера Брейгеля Старшего, написанная в 1568 году маслом по дереву. Находится в парижском Лувре.

## Описание
Брейгель увлекался тератологией (наукой о врождённых пороках развития). На этой картине, созданной в 1568 году, изображены пять нищих с костылями с деформированными лицами в солнечном дворе больницы из красного кирпича. Они одеты в гротескные костюмы, на которые повешены лисьи хвосты. Похоже, они собираются отправиться в разные стороны, чтобы попрошайничать, как и женщина на заднем плане, которая держит чашу для подаяний.
Картина датируется концом карьеры Брейгеля, когда он проявил живой интерес к миру природы. Крошечный пейзаж, видимый через просвет между стенами, купается в тонком свете, который кипит как роса на листве.
На обороте картины две надписи, которые датируются XVI веком. Одна на фламандском языке: «Калека, мужайся, и пусть твои дела преуспеют»; другая на латыни и выражает восхищение, которое некоторые гуманисты чувствовали к Брейгелю, чьё «искусство превосходит саму Природу».

## Интерпретация
Выдвигалось множество гипотез, чтобы интерпретировать картину. Особенно это касалось вопроса о том, что символизируют лисьи хвосты, свисающие с одежды нищих. Сцена может быть намёком на голландский праздник Коппермаандаг (нидерл. Koppermaandag), день праздника нищих, который проводился ежегодно в понедельник после Богоявления, когда нищие пели, прося милостыню на улицах. Композиция также может быть примером карнавальной традиции изображения перевёрнутого мира. Действительно, в этом случае работа была бы сатирической пародией с нищими, представляющими различные классы общества, символизируемыми их головным убором: картонная корона для короля, кивер для армии, берет для буржуазии, кепка для крестьянства и митра епископа для церкви.
Предполагается также, что картина содержит аллюзию на политическую обстановку того времени и восстание нищих против испанской оккупации. В 1566 году кальвинистские лорды пытались сплотить мелкое дворянство и верхушки буржуазии, чтобы сформировать некое национальное единство, объединённое лозунгом «Vive le gueux» («Да здравствует нищий!»). Считается, что лисий хвост был символом, который они использовали, чтобы показать, что они принадлежали к движению. Таким образом, барсучьи или лисьи хвосты на их одежде могло быть намёком на гёзов, повстанческую партию, сформированную против правительства испанского короля Филиппа II и его первого министра Гранвеля. Однако подобные персонажи встречаются на картине Брейгеля «Битва Масленицы и Поста», датированной 1559 годом, находящаяся в настоящее время в Музее истории искусств в Вене. Картина «Калеки» явно имеет сатирическое значение, которое до сих пор не поддаётся интерпретации. Возможно, физические недостатки должны символизировать моральную слабость, которая может затронуть всех людей независимо от класса.

## Другие версии
В отделе зарубежного искусства Нижегородского государственного художественного музея экспонируется копия неизвестного художника XVII века с оригинала картины.